# Faïencerie Dondelinger

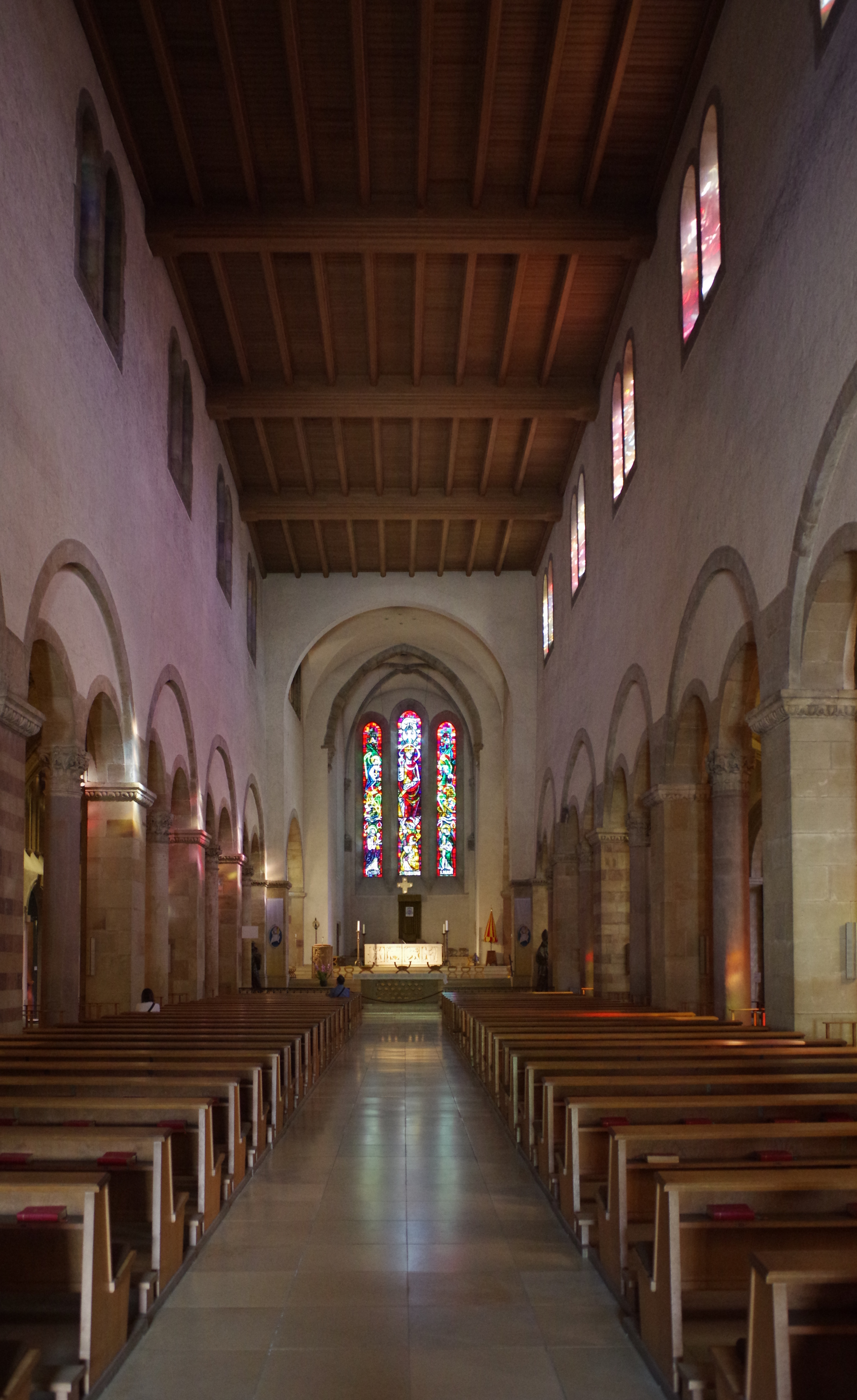
Kirchenschiff der St.-Willibrord-Kirche

Die Faïencerie Dondelinger war ein Familienbetrieb der Keramischen Industrie in Echternach. Das Unternehmen steht in der Tradition vieler weiterer ähnlicher Keramikhersteller in Echternach und im Wirtschaftsraum Luxemburg vor der Zentralisierung und Marktbereinigung zur Mitte des 19. Jahrhunderts.

## Geschichte
Sie wurde 1797 von Jean-Henri Dondelinger gegründet und in den Gebäuden der ehemaligen Reichsabtei Echternach eingerichtet. Die vier Brennöfen wurden im Kirchenschiff aufgebaut, als Kamin diente ein Kirchturm. Im Todesjahr des Firmengründers 1816 beschäftigte man 100 Arbeiter. Sein Nachfolger wurde sein 29-jähriger Sohn Jean-Henri Dondelinger jun. Sein Schwager Jean-Gaspard Müller unterstützte ihn dabei. Doch schnell wurde klar, dass beide getrennte Wege gehen mussten; die Firma wurde in zwei und zwei Öfen geteilt.

### Part Müller
Nachdem Müller am 23. April 1836 gestorben war, kaufte Jean-François Boch den Teil der Fabrik mit Hilfe der Société d’Industrie luxembourgeoise auf, um den Europäischen Steingutmarkt zu kontrollieren. Er ließ neue Öfen installieren, aber bereits 1843 wurde die Produktion wegen Unrentabilität eingestellt. In der Folge verkaufte die Société d’Industrie luxembourgeoise die Manufaktur an die luxemburgische Regierung, die sie in eine Kaserne umwandelte.

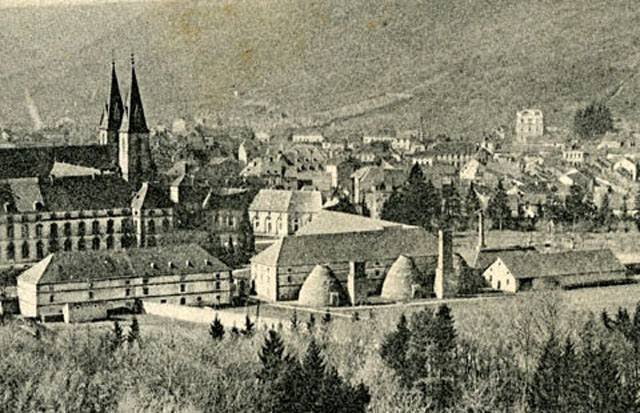
Klosteranlage 1910

### Part Dondelinger
Auch Dondelinger besaß zwei Öfen, auch er stellte seine die Aktivitäten 1840 ein. Ab 1845 mietete der Clausener Drucker und Tapetenfabrikant Jacques Lamort Dondelingers Teil. Nach dem Tod von Jean-Henri Dondelinger jun. 1850 erwarb Jacques Lamort die Steingutfabrik als Eigentum; 1856 trat dessen Sohn Charles seine Nachfolge an, ein Jahr später gründete dieser eine weitere Manufaktur im lothringischen Sierck-les-Bains.
Auf Initiative der Echternacher Bürgerschaft konnte 1862, nachdem ein Teil des Chores zusammengebrochen war und der Rest der Kirche zur Ruine einzustürzen drohte, eine Gesellschaft (Willibrordus-Bauverein) zur Rettung der St.-Willibrord-Basilika eingerichtet werden, die Geld für die Restaurierung sammelte. Die Produktion wurde in andere Gebäudeteile des ehemaligen Klosters ausgelagert. Die restaurierte Kirche konnte bereits 1868 wieder geweiht werden. In Echternach ließ Lamort 1862 zwei neue Öfen im Garten der Klosterscheune bauen und beschäftigte zu dieser Zeit 69 Arbeiter. Charles Lamort verließ Echternach; bis 1874 übernahm und leitete Jean-Henri Dondelinger III. die von seinem Großvater gegründete Fabrik, die die Produktion noch um einen dritten Ofen erweiterte.
Bis 1885 arbeiteten die Brüder Jean und Pierre Zens als Keramikmaler in den Werkstätten. Sie kauften weißes Steingut aus Limoges und Mettlach und verzierten es kunstvoll. Nach zehn Jahren wechselten sie nach Luxemburg-Stadt. Damit war die Produktion und Veredlung von Fayancen an diesem Standort beendet.